# Wayne Gretzky 99 Award
A Wayne Gretzky 99 Award egy trófea, melyet az Ontario Hockey League rájátszás legértékesebbnek választott játékosa kap. A trófeát Wayne Gretzky tiszteletére alapították. Nem összekeverendő a Wayne Gretzky-trófeával, melyet az Ontario Hockey League Nyugati konferencia rájátszás győztese kap. A díjat 1999-ben adták át először.

## A díjazottak
| Év        | Játékos           | Csapat             |
| --------- | ----------------- | ------------------ |
| 2014–2015 | Connor McDavid    | Erie Otters        |
| 2013–2014 | Robby Fabbri      | Guelph Storm       |
| 2012–2013 | Bo Horvat         | London Knights     |
| 2011–2012 | Austin Watson     | London Knights     |
| 2010–2011 | Robby Mignardi    | Owen Sound Attack  |
| 2009–2010 | Adam Henrique     | Windsor Spitfires  |
| 2008–2009 | Taylor Hall       | Windsor Spitfires  |
| 2007–2008 | Justin Azevedo    | Kitchener Rangers  |
| 2006–2007 | Marc Staal        | Sudbury Wolves     |
| 2005–2006 | Daniel Ryder      | Peterborough Petes |
| 2004–2005 | Corey Perry       | London Knights     |
| 2003–2004 | Martin St. Pierre | Guelph Storm       |
| 2002–2003 | Derek Roy         | Kitchener Rangers  |
| 2001–2002 | Brad Boyes        | Erie Otters        |
| 2000–2001 | Seamus Kotyk      | Ottawa 67’s        |
| 1999–2000 | Brian Finley      | Barrie Colts       |
| 1998–1999 | Justin Papineau   | Belleville Bulls   |